# Lynne Reid Banks
Lynne Reid Banks (n. 31 iulie 1929, Greater London, Anglia, Regatul Unit – d. 4 aprilie 2024, Surrey, Anglia, Regatul Unit) a fost o scriitoare britanică de cărți pentru copii și adulți.

## Prezentarea operei
Banks a scris patruzeci și cinci de cărți, inclusiv romanul pentru copii cel mai bine vândut copii The Indian in the Cupboard (Indianul din dulap), care s-a vândut în peste 10 milioane de exemplare și a fost adaptat cu succes într-un film omonim.   Primul său roman, Sala în formă de L, publicat în 1960, a fost un best-seller instant și de durată. Sala în formă de L a fost ecranizat mai târziu sub acelasi nume și a avut două continuări, The Backward Shadow și Two is Lonely. Banks a scris, de asemenea, o biografie a familiei Brontë denumită Cvartetul Negru (Dark Quartet) și o continuare despre Charlotte Brontë,  Calea către țara tăcută (Path to the Silent Country).

## Lucrări
Romane pentru copii și tineret
- Indianul din dulap[14] (The Indian in the Cupboard, 1980). Romanul (și continuările sale) prezintă un  băiat care descoperă că atunci când închide o jucărie din plastic ce reprezintă un indian Iroquois într-o cutie dintr-un dulap vechi, jucăria prinde viață.
- Indianul se întoarce (The Return of the Indian, 1985)
- Secretul indianului (The Secret of the Indian, 1989)
- Misterul dulapului (The Mystery of the Cupboard, 1992)
- The Key to the Indian (1998)
- Tiger Tiger
- The Adventures of King Midas
- Alice-By-Accident
- Angela and Diabola
- The Dungeon
- Maura's Angel
- One More River (1973; ediție revizuită 1992)
- Broken Bridge
- The Fairy Rebel
- The Farthest-Away Mountain (1976)
- Harry the Poisonous Centipede
- Harry the Poisonous Centipede Goes to Sea
- Harry the Poisonous Centipede's Big Adventure
- I, Houdini: The Autobiography of a Self-Educated Hamster (1988)
- Stealing Stacey
- Melusine (1988)
- Bad Cat Good Cat (2011)

Romane
- The L-Shaped Room (1960). Romanul spune povestea unei tinere, necăsătorite și însărcinată, care se mută într-o pensiune din Londra, împrietenindu-se cu un tânăr din clădire.
- An End to Running
- Children at the Gate
- The Backward Shadow, partea a doua a trilogiei L-Shaped Room
- Two is Lonely,  partea a treia a trilogiei L-Shaped Room
- Casualties
- Defy the Wilderness
- Dark Quartet
- Path to the Silent Country
- Fair Exchange

Lucrări non-ficționale
- Letters to My Israeli Sons (1973)
- Torn Country (1982)

Cărți ilustrate
- The Spice Rack (2010)
- Polly and Jake (2010)

## Legături externe
- Site web oficial
- Lynne Reid Banks la Internet Speculative Fiction Database
- Search Results: "Lynne Reid Banks" at Kirkus Reviews